# Camp pro-démocratie de Macao
Pour les articles homonymes, voir Camp pro-démocratie.
Ne doit pas être confondu avec Camp pro-démocratie de Hong Kong.
 (juillet 2020).
Si vous disposez d'ouvrages ou d'articles de référence ou si vous connaissez des sites web de qualité traitant du thème abordé ici, merci de compléter l'article en donnant les références utiles à sa vérifiabilité et en les liant à la section « Notes et références ».
Le camp pro-démocratie est le rassemblement des partis politiques qui ne soutiennent pas le gouvernement communiste chinois dans la Région administrative spéciale de Macao. Ces partis sont minoritaires dans l'assemblée de la région depuis sa rétrocession à la Chine. 
Ce camp s'oppose à celui des partis pro-Pékin.

## Composition
- Nouvelle association de Macao
- Nouvelle association démocratique de Macao
- Association prospère démocratique de Macao
- Nouvel espoir

## Résultats électoraux
| Élection | Voix   | %     | Sièges | Positionnement |
| -------- | ------ | ----- | ------ | -------------- |
| 2001     | 22 212 | 27.43 | 3 / 12 | Minorité       |
| 2005     | 35 896 | 28.75 | 3 / 12 | Minorité       |
| 2009     | 47 987 | 33.83 | 4 / 12 | Minorité       |
| 2013     | 39 727 | 27.13 | 4 / 14 | Minorité       |
| 2017     | 46 442 | 26.90 | 4 / 14 | Minorité       |